# 第一代罗斯柴尔德男爵内森·罗斯柴尔德
第一代罗斯柴尔德男爵内森·迈耶·罗斯柴尔德，Bt，GCVO，PC（英語：Nathan Mayer Rothschild, 1st Baron Rothschild，1840年11月8日—1915年3月31日），英国政治家和银行家，他是罗斯柴尔德家族创始人迈耶·阿姆谢尔·罗斯柴尔德的曾孙。

## 生平
内森·迈耶·罗斯柴尔德出生于1840年，他的父亲是莱昂内尔·内森·德·罗斯柴尔德，母亲是夏洛特·冯·罗斯柴尔德，他是他们家的大儿子，他长大后进入了剑桥大学三一学院学习，但是并没有拿到学位，1867年4月16日，他与他的表妹兼二代堂妹（他的妻子是她母亲的弟弟的女儿，也是他父亲的堂弟的女儿）艾玛·路易丝·冯·罗斯柴尔德结婚。
1865年，25岁的内森·迈耶·罗斯柴尔德在艾尔斯伯里选区被选举为英国下议院议员，他是第一个没有皈依基督教的英国下议院犹太裔议员，1876年，内森·迈耶·罗斯柴尔德的叔叔安东尼·德·罗斯柴尔德去世，由于他的叔叔没有男性继承人，他的叔叔的“特林罗斯柴尔德男爵”（英語：Rothschild Baronets, of Tring Park）的头衔传给了他。1885年，内森·迈耶·罗斯柴尔德成为英国上议院议员并获得“罗斯柴尔德男爵”（英語：Barons Rothschild）的爵位。
内森·迈耶·罗斯柴尔德后来加入了约瑟夫·张伯伦创建的自由统一党，该党后来被保守党合并。
1909年，他因为反对英国首相赫伯特·阿斯奎斯提出的《人民预算法案》而被时任英国财政大臣的大卫·劳合·乔治嘲笑。大卫·劳合·乔治于6月24日在霍尔本餐馆的一场会议中说道：“我想我们有太多的罗斯柴尔德男爵了，难道我们所有的金融与社会方面的改革计划都因为公告牌上出现‘根据罗斯柴尔德男爵的命令，不允许通过’而被阻碍吗？”罗斯柴尔德劝说上议院的议员们否决这项法案，但是这项法案在1911年获得了通过。
1914年，第一次世界大战爆发后，时任英国首相的大卫·乔治就经济方面的事情咨询过内森·迈耶·罗斯柴尔德，他第一次咨询内森·迈耶·罗斯柴尔德时问他如何增加政府的收入以便为战争提供支持，内森·迈耶·罗斯柴尔德回答说：“向富人征税，并且狠狠的征税。”
内森·迈耶·罗斯柴尔德于1915年3月31日去世，他的“罗斯柴尔德男爵”传给了他的儿子莱昂内尔·沃尔特·罗斯柴尔德。

## 工作
他是N M罗斯柴尔德与儿子们银行（英語：N M Rothschild & Sons）在伦敦的分支机构工作过，他和他的父亲莱昂内尔·内森·德·罗斯柴尔德在1875年曾经贷了一笔短期贷款给英国政府，这使得英国政府获得了苏伊士运河公司44%的股份。1879年，他的父亲莱昂内尔·内森·德·罗斯柴尔德去世后他成了这间银行的负责人。内森·迈耶·罗斯柴尔德还贷过款给塞西尔·罗兹以资助不列颠南非公司和戴比尔斯公司的发展。塞西尔·罗兹于1902年死后内森·迈耶·罗斯柴尔德负责管理他的房产，内森·迈耶·罗斯柴尔德后来在牛津大学开设了纪念塞西尔·罗兹的罗德奖学金。
作为一名慈善家，内森·迈耶·罗斯柴尔德建立了百分之四工业住宅公司，用来给贫苦的工人提供廉价住宅。
内森·迈耶·罗斯柴尔德一直担任东伦敦清真寺的受托人直到他去世。
内森·迈耶·罗斯柴尔德还是英国枢密院成员和皇家维多利亚勋章获得者。

## 家庭与世系表

### 家庭
罗斯柴尔德家族奉行的是近亲通婚制度，内森·迈耶·罗斯柴尔德的父母是堂兄妹，内森·迈耶·罗斯柴尔德的妻子艾玛·路易丝·冯·罗斯柴尔德是他的表妹兼二代堂妹（他的妻子是她母亲的弟弟的女儿，也是他父亲的堂弟的女儿）。他们如下三个孩子：
- 莱昂内尔·沃尔特·罗斯柴尔德（1868年–1937年）
- 艾弗林娜·罗斯柴尔德-贝伦斯（1873年–1947年）
- 查尔斯·罗斯柴尔德（1877年–1923年）

### 世系表
|  | 迈耶·阿姆谢尔·罗斯柴尔德    |                             |  |                            |                            |  |                           |                           |  |  |  |
|  |                             |                             |  |                            |                            |  |                           |                           |  |  |  |
|  |                             |                             |  |                            |                            |  |                           |                           |  |  |  |
|  |                             |                             |  |                            |                            |  |                           |                           |  |  |  |
|  | 内森·迈耶·罗斯柴尔德        | 内森·迈耶·罗斯柴尔德        |  | 卡尔·迈耶·冯·罗斯柴尔德    | 卡尔·迈耶·冯·罗斯柴尔德    |  |                           |                           |  |  |  |
|  | 内森·迈耶·罗斯柴尔德        | 内森·迈耶·罗斯柴尔德        |  | 卡尔·迈耶·冯·罗斯柴尔德    | 卡尔·迈耶·冯·罗斯柴尔德    |  |                           |                           |  |  |  |
|  |                             |                             |  |                            |                            |  |                           |                           |  |  |  |
|  |                             |                             |  |                            |                            |  |                           |                           |  |  |  |
|  | 莱昂内尔·内森·德·罗斯柴尔德 | 莱昂内尔·内森·德·罗斯柴尔德 |  | 夏洛特·冯·罗斯柴尔德       | 夏洛特·冯·罗斯柴尔德       |  | 迈耶·卡尔·冯·罗斯柴尔德   | 迈耶·卡尔·冯·罗斯柴尔德   |  |  |  |
|  | 莱昂内尔·内森·德·罗斯柴尔德 | 莱昂内尔·内森·德·罗斯柴尔德 |  | 夏洛特·冯·罗斯柴尔德       | 夏洛特·冯·罗斯柴尔德       |  | 迈耶·卡尔·冯·罗斯柴尔德   | 迈耶·卡尔·冯·罗斯柴尔德   |  |  |  |
|  |                             |                             |  |                            |                            |  |                           |                           |  |  |  |
|  |                             |                             |  |                            |                            |  |                           |                           |  |  |  |
|  | 内森·迈耶·罗斯柴尔德        | 内森·迈耶·罗斯柴尔德        |  |                            |                            |  | 艾玛·路易丝·冯·罗斯柴尔德 | 艾玛·路易丝·冯·罗斯柴尔德 |  |  |  |
|  | 内森·迈耶·罗斯柴尔德        | 内森·迈耶·罗斯柴尔德        |  |                            |                            |  | 艾玛·路易丝·冯·罗斯柴尔德 | 艾玛·路易丝·冯·罗斯柴尔德 |  |  |  |
|  |                             |                             |  |                            |                            |  |                           |                           |  |  |  |
|  |                             |                             |  |                            |                            |  |                           |                           |  |  |  |
|  | 莱昂内尔·沃尔特·罗斯柴尔德  | 莱昂内尔·沃尔特·罗斯柴尔德  |  | 艾弗林娜·罗斯柴尔德-贝伦斯 | 艾弗林娜·罗斯柴尔德-贝伦斯 |  | 查尔斯·罗斯柴尔德         | 查尔斯·罗斯柴尔德         |  |  |  |
|  | 莱昂内尔·沃尔特·罗斯柴尔德  | 莱昂内尔·沃尔特·罗斯柴尔德  |  | 艾弗林娜·罗斯柴尔德-贝伦斯 | 艾弗林娜·罗斯柴尔德-贝伦斯 |  | 查尔斯·罗斯柴尔德         | 查尔斯·罗斯柴尔德         |  |  |  |